# Nederwetten

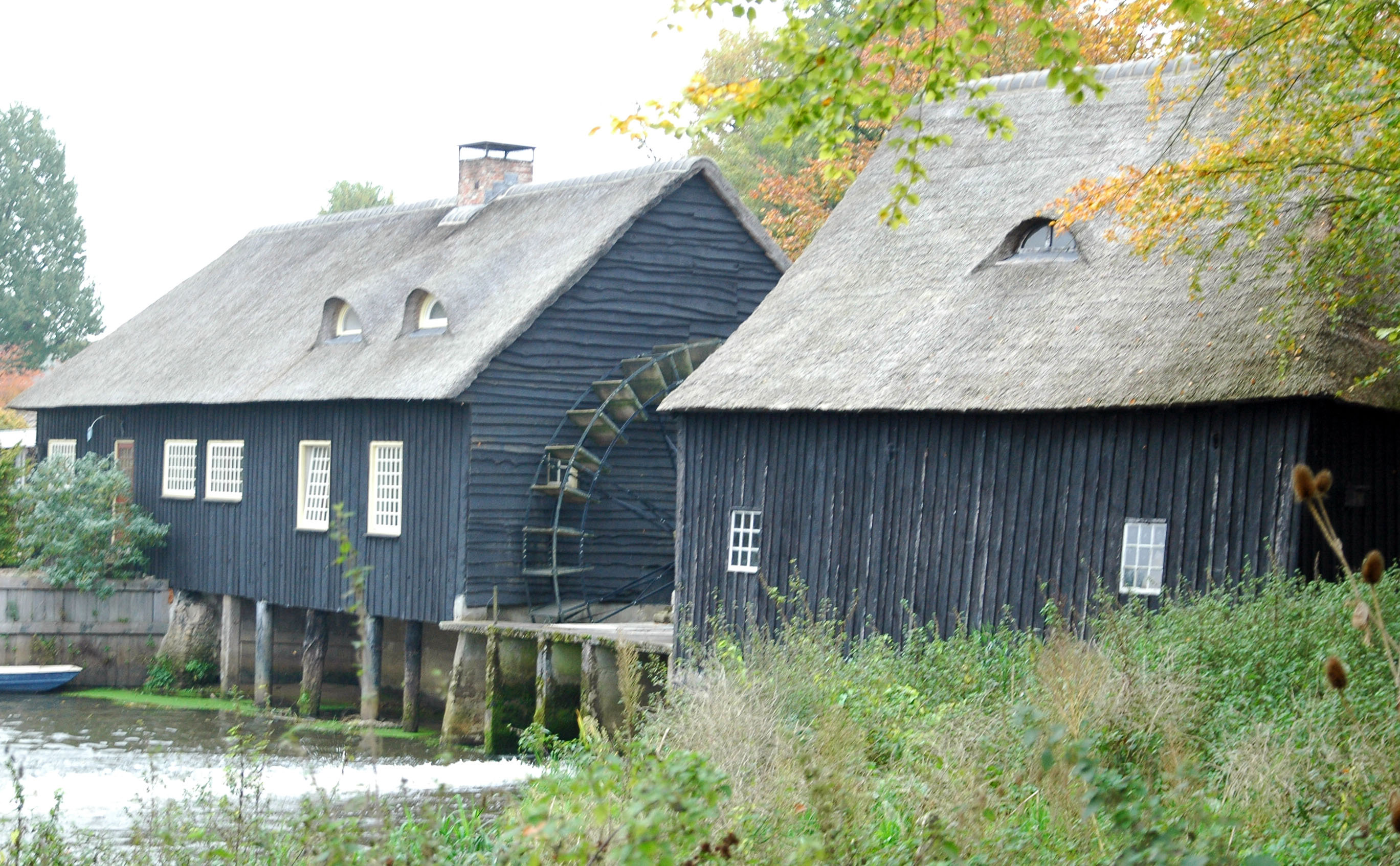
De Hooidonkse watermolen

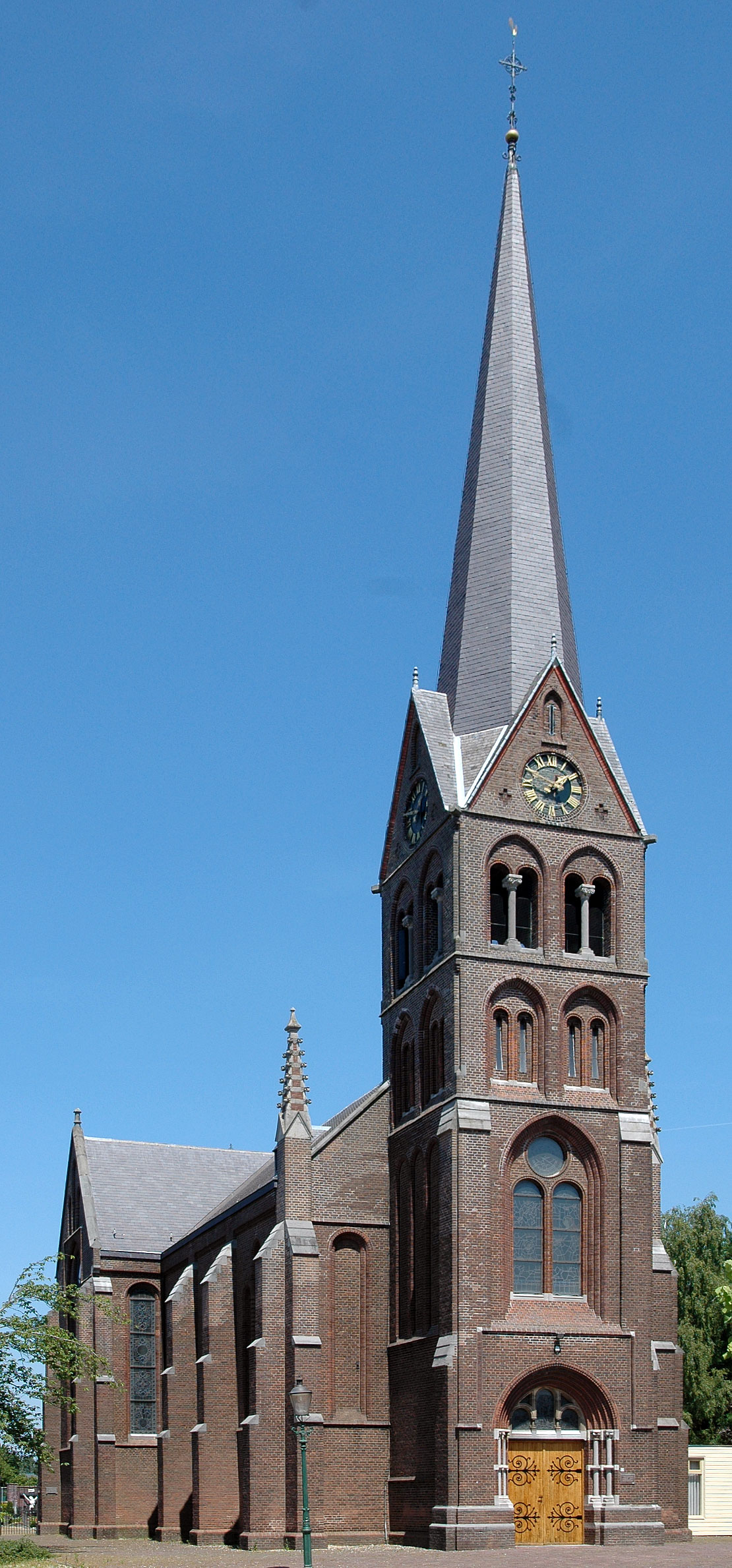
Sint-Lambertuskerk

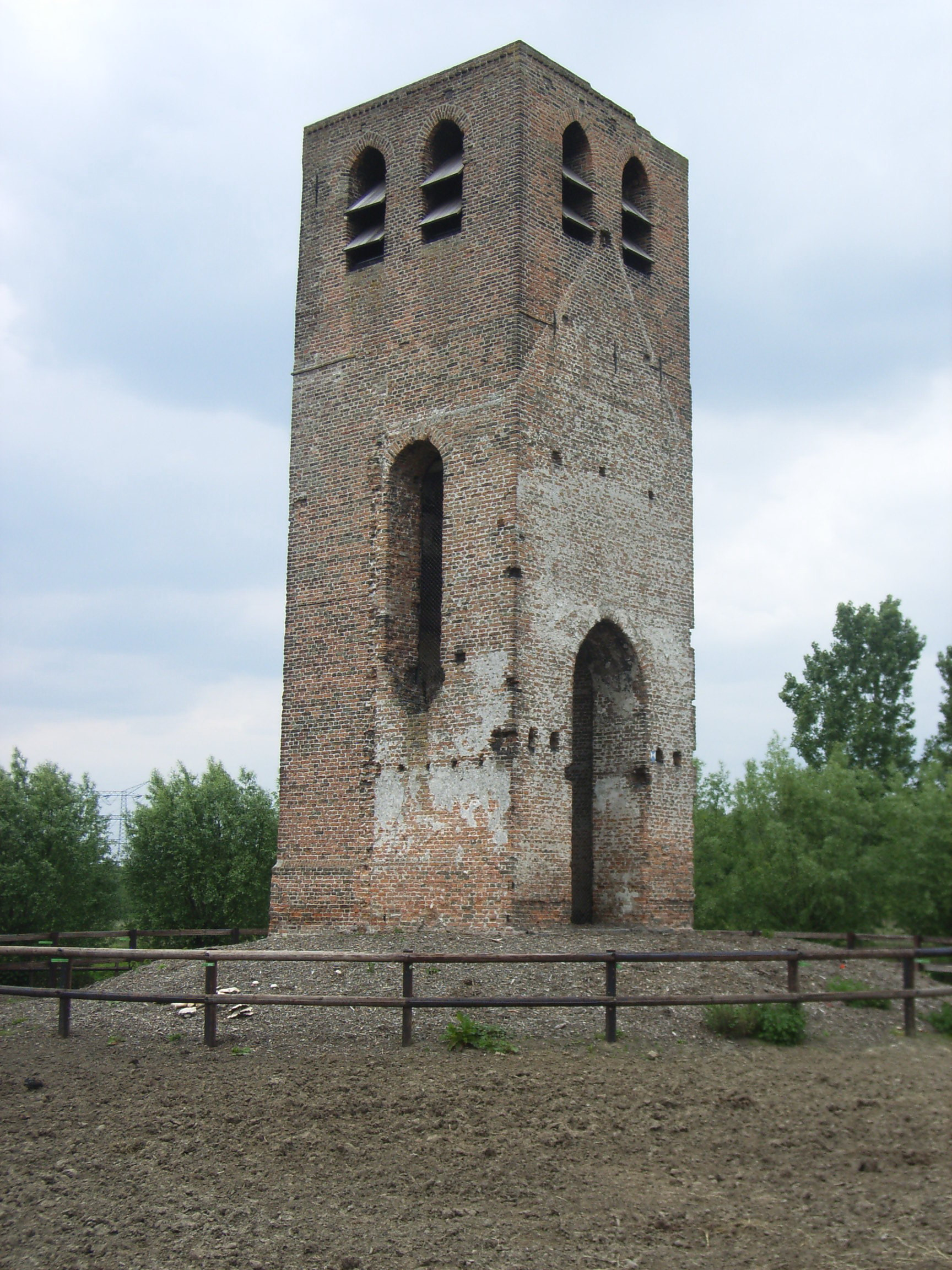
De Oude Toren

Nederwetten is een dorp in de Nederlandse provincie Noord-Brabant, gelegen in de meierij 's-Hertogenbosch. Nederwetten is een kerkdorp van de gemeente Nuenen, Gerwen en Nederwetten, aan de rechteroever van de Dommel. Met ongeveer 910 inwoners is Nederwetten de kleinste van de drie kernen van de gemeente. Voor de postadressen valt Nederwetten onder de woonplaats Nuenen.
Nederwetten ligt in het vruchtbare dal van de Dommel te midden van akkers, weiden en populierenbossen.
De naam Nederwetten bevat het woord 'wetten' dat 'vochtig' of 'nat' betekent. Naast het kerkdorp Nederwetten ligt er in de gemeente Nuenen ook een buurtschap Opwetten, die in 1840 meer inwoners telde dan Nederwetten. Er bestaat ook een familienaam Van Wetten.

## De priorij Hooidonk
In 1146 werd nabij de Hooidonkse watermolen, die vermoedelijk uit de 9e eeuw dateert, de priorij Hooidonk gesticht, die werd bewoond door reguliere kanunnikessen van Augustinus. Het klooster werd bekend als bedevaartplaats omdat het een splinter van het Heilig Kruis bezat. Tijdens de inwijding van de priorij, in 1244, onderzocht bisschop Bonifacius van Lausanne dit reliek door het in water te dompelen. Niet alleen zonk het, maar er kwamen ook bloeddruppels uit. Dit staat bekend als het 'mirakel van Hooidonk'.
De priorij verwierf bezittingen zoals hoeven en groeide rond 1300 uit tot een rijk klooster voor zusters van adellijke afkomst. Dit ging gepaard met geestelijk verval. Dit kwam mede doordat een dergelijk verval ook optrad in het moederklooster, de abdij van Rolduc. De priorij had ook bezittingen in Son, in Breugel en in Beek en Donk. Ook bezat de priorij de watermolen.
In 1571 verzocht Alva om het klooster aan een visitatie te onderwerpen, aangezien edelluyden ende alle andere leecken persoonen vryelyck toeganck hebben tot haer om bancketeren, slempen en dempen, jae tot in haer cameren, daeruuyt dan niet cleyne oneer, scandale en de verquisting der goederen des voorscreven cloosters en volghen. Hierop werd onder andere gereageerd door een muur om het klooster te bouwen. De zusters werden soms al voor hun tiende verjaardag naar het klooster gebracht!
In 1579 brandde de watermolen en een deel van de priorij af, ten gevolge van plunderende soldaten.
In 1632 werd een aanzet voor het herstel van de kerk gegeven, maar de politieke situatie was veranderd met de inname van 's-Hertogenbosch bij het Beleg van 's-Hertogenbosch in 1629 waarmee de onrustige retorsieperiode begon.
In 1650 werden de kanunnikessen verdreven. De gebouwen kwamen in handen van een adellijke kwartierschout (Proening Van Deventer) die er jonge joffren ontving. Uiteindelijk vervielen zowel dit geslacht als de kloostergebouwen. Een aantal zusters zetten het kloosterleven voort te Lier. Na de dood van de abdis gingen enkelen naar het Sint-Ursulaklooster te Roermond. Het reliek van het Heilig Kruis werd overgedragen aan de abdij te Kloosterrade. Enkele zusters gingen een burgerlijk leven leiden, en ook traden sommige toe tot de Abdij van Soeterbeek. In 1953 werd op deze plaats een devotiekapel gebouwd. De relikwie kwam na veel omzwervingen in Nederwetten terug en wordt jaarlijks in een processie van de kerk naar de kapel gebracht.

## Geschiedenis
Het dorp Nederwetten ontstond in de twaalfde eeuw ten zuiden van de priorij. Het is het jongste dorp van de gemeente Nuenen, Gerwen en Nederwetten.
De rechten over de kerk van Nederwetten kwamen toe aan de priorij. De eerste parochiekerk, de Sint-Lambertuskerk werd omstreeks 1250 gebouwd.
In de 15e eeuw werd aan de Kerkhoef een nieuwe dorpskerk in de stijl van de Kempense gotiek gebouwd. Deze was van 1650 tot 1700 in gebruik bij de protestanten, en van 1756 tot 1791 als raadkamer. In 1797 werd de kerk teruggegeven aan de katholieken, die van 1717 tot 1797 van een schuurkerkje gebruik maakten. De kerk aan de Dommel werd in 1898 afgebroken. De toren is echter tot op heden blijven staan. De nieuwe Lambertuskerk was een neo-romano-gotische kruisbasiliek naar een ontwerp van E. Corbey. Zij werd van 1894 tot 1895 in het huidige centrum van het dorp gebouwd. Sedert 1980 had Nederwetten geen eigen pastoor meer, maar wordt bediend vanuit Gerwen. In 2006 ging Nederwetten met de parochies in Gerwen en Nuenen op in één pastorale eenheid, die in 2013 als Heilig-Kruisparochie verderging.
Van 1558 tot 1810 was Nederwetten een zelfstandige heerlijkheid en schepenbank, daarna maakte het tot 1821 deel uit van de gemeente Nederwetten en Eckart. Sindsdien behoort de plaats tot de gemeente Nuenen, Gerwen en Nederwetten.

## Bezienswaardigheden
- Hooidonkse watermolen, gelegen op de plaats waar de Hooidonkse Beek in de Dommel uitmondt. De molen is waarschijnlijk gesticht in het midden van de negende eeuw. Ze is verwoest door brand in 1564 en daarna weer opgebouwd. Het is een onderslagmolen die bestaat uit twee houten gebouwen welke deels over de Dommel zijn aangebracht en waartussen zich twee waterraderen bevinden. Ze werd gebruikt als koren-, olie- en houtzaagmolen. Gerestaureerd in 1983.

- Oude Toren. Dit is de toren van de in 1898 afgebroken 15e-eeuwse parochiekerk van Nederwetten die nu aan de Dommel buiten het centrum van het dorp is gelegen.

- Neogotische Sint-Lambertuskerk uit 1895 van E. Corbey met Heilig Hartbeeld uit 1930.

- Heilig Kruispark uit 1953 ter nagedachtenis van het 'mirakel van Hooidonk'. Er is een kruisweg van Piet Schoenmakers.

- Langgevelboerderijen, vooral aan de Soeterbeekse weg.

- Van de Priorij van Hooidonk rest nog slechts een keldergewelf op particulier terrein.

- Voormalige Dorpsschool aan de Zandstraat, een fraai gebouw uit 1871.

### Monumenten
Zie ook:
- Lijst van rijksmonumenten in Nederwetten
- Lijst van gemeentelijke monumenten in Nederwetten

## Natuur en Landschap
- Het Brabants Landschap bezit in de omgeving van Nederwetten weilanden en bossen in zijn bezitting Nuenens Broek, Breugelsche Beemden en Ruweeuwsels met een interessante flora en fauna.
- Het landgoed Heerendonk valt onder de natuurschoonwet. Het is een broekbos waarin onder andere nog Eenbes voorkomt.

## Nabijgelegen kerkdorpen
Breugel, Gerwen, Nuenen, Woensel.

## Voetnoten
Dorpen: Eeneind · Gerwen · Nederwetten · Nuenen

Buurtschappen: Alvershool · Boord · Heerendonk · Hooidonk (deels) · Hool · Langlaar · Laar · Nieuwe Dijk · Olen (deels) · Opwetten · Rullen · Spekt · Stad van Gerwen (deels) · Vaarle

Noord-Brabant: Steden en dorpen      Nederland: Provincies · Gemeenten